# Squeeze
A Squeeze angol new wave/rock/pop rock/power pop együttes. "Cool for Cats", "Up the Junction" és "Labelled with Love" című dalaik Top 10-es slágerek voltak az Egyesült Királyságban. Habár az Egyesült Államokban nem voltak olyan sikeresek, a "Tempted", a "Pulling Mussels" és "Hourglass" című dalaik népszerűek voltak, és a "második brit invázió" részének tartották őket.
Chris Diffordot és Glenn Tilbrook-ot a "Lennon-McCartney páros trónörökösének" nevezték a hetvenes években. 1974-ben alakultak a londoni Deptfordban, és 1982-ben oszlottak fel. 1985-ben újból összeálltak, majd 1999-ben újból feloszlottak.
2007-ben az együttes újra összeállt koncertezés céljából. 2010-ben kiadták Spot the Difference című albumukat, melyen régebbi dalaik újra rögzített felvételei hallhatóak. 2015-ben és 2017-ben új albumokat adtak ki.

## Stílusuk
Zenéjüket a new wave és power pop műfajokba sorolják. Stephen Thomas Erlewine, az AllMusic kritikusa szerint a Squeeze egyike azon zenekaroknak, amelyek "kapcsolatot teremtenek a klasszikus brit gitárpop és a post-punk között". Zenéjüket a punk rock és pop punk műfajokba is sorolták. A Music Connection 1988. januári interjújában Glenn Tilbrook elmondta, hogy "mi sosem tartottuk magunkat punkegyüttesnek, azonban egy bizonyos részben hatással volt ránk a műfaj".

## Hatásaik
Zenéjükre a The Kinks és a The Beatles volt hatással, Diffordot és Tilbrookot pedig alkalmanként a John Lennon-Paul McCartney pároshoz hasonlítják. Difford és Tilbrook elmondták, hogy "vegyes érzelmeket" táplálnak a hasonlat iránt. A Squeeze tagjai továbbá olyan előadókat jelöltek meg hatásukként, mint David Bowie, Elvis Costello, Donovan, Ian Dury, Bob Dylan, Jimi Hendrix, a King Crimson és Greg Lake, Nick Lowe, Glenn Miller, a Ramones, a The Rolling Stones, a the Velvet Underground és Lou Reed és a The Who.

## Tagok
- Glenn Tilbrook – gitár, billentyűk, ének (1974–82, 1985–99, 2007–)
- Chris Difford – ritmusgitár, ének (1974–82, 1985–99, 2007–)
- Stephen Large – billentyűk, vokál  (2007–)
- Simon Hanson – dob, ütős hangszerek, vokál (2007–)
- Steve Smith – ütős hangszerek, ritmusgitár, ének (2017–)
- Melvin Duffy – gitár, cimbalom (2019–; 2015-től 2019-ig ideiglenes v. koncerteken fellépő tag)
- Owen Biddle – basszusgitár, vokál (2020–)

## Diszkográfia
- Squeeze (1978)
- Cool for Cats (1979)
- Argybargy (1980)
- East Side Story (1981)
- Sweets from a Stranger (1982)
- Difford & Tilbrook (1984)
- Cosi Fan Tutti Frutti (1985)
- Babylon and On (1987)
- Frank (1989)
- Play (1991)
- Some Fantastic Place (1993)
- Ridiculous (1995)
- Domino (1998)
- Spot the Difference (2010)
- Cradle to the Grave (2015)
- The Knowledge (2017)